# 中华人民共和国厦门出入境边防检查总站
中华人民共和国厦门出入境边防检查总站，简称厦门边检总站（英語：Xiamen Entry and Exit Border Inspection Station），是中华人民共和国福建省的口岸执法及出入境边防检查机关，由国家移民管理局（中国出入境管理局）直属。

## 历史
1982年6月，组建中国人民武装警察部队，福建省公安厅边防局纳入武警部队序列。1983年，全国边防部队划归各武警总队建制，公安部边防局撤销，业务归武警总部司令部领导。1985年，恢复公安部边防局，负责全国边防检查、边境管理、机场安全检查等业务。1987年，福建省边防武警从武警福建总队中分离，划归福建省公安厅领导，组建中国人民武装警察部队福建省边防总队，加挂福建省公安边防总队牌子。1994年1月，厦门边防检查站升格为副师级建制，改称厦门边防检查总站。
1998年，根据《国务院关于北京等九城市边防检查职业化改革试点方案的批复精神》（国函〔1997〕76号）文件要求，组建中华人民共和国厦门出入境边防检查总站，厦门边防检查机构人员编制由现役制改编为职业制人民警察，着人民警察制服，其余区域仍为现役。2019年1月1日，将原属公安边防部队现役序列的福建省公安边防总队与原属人民警察序列的厦门出入境边防检查总站合并为新的中华人民共和国厦门出入境边防检查总站，总站机关驻厦门市。

## 机构设置

### 出入境边防检查站
- 高崎出入境边防检查站 [1][2][3]
- 同益出入境边防检查站
- 东渡出入境边防检查站
- 海沧出入境边防检查站
- 福州机场出入境边防检查站
- 福州出入境边防检查站
- 福清出入境边防检查站[4]
- 漳州出入境边防检查站
- 泉州出入境边防检查站 [5]
- 肖厝出入境边防检查站
- 莆田出入境边防检查站
- 宁德出入境边防检查站
- 平潭出入境边防检查站